# Rolex (mets)
Le rolex est un mets populaire en Ouganda. Il s'agit d'un mélange d'omelette et de légumes enveloppé dans un pain local appelé le chapati. C'est un plat très aisé à réaliser et pas cher. Il est consommé partout dans le pays et beaucoup plus à Kampala. Il est vendu à tous les coins de rue. Le nom « rolex » vient d'un jeu de mots en anglais : « rol » pour « rolled » (roulé) et ex pour « eggs » (œufs) d'où « rolex » (œufs roulés). Le rolex se mange à toutes les heures de la journée et est très apprécié des Ougandais et des touristes,,,,,.  

## Composition
Pour faire le rolex, il faut un ou plusieurs chapati, du chou ciselé, des tomates, de l'oignon ciselé, du poivron vert ou du piment frais, des œufs, de l'huile et du sel,,.  